# Bernd Naschke
Bernd Naschke (* 7. Januar 1943 in Beuthen; † 12. Februar 2017 in Bielefeld) war ein deutscher Fußballspieler.

## Werdegang
Naschke floh mit seiner Familie gegen Ende des Zweiten Weltkrieges von Schlesien zunächst nach Sennelager bei Paderborn, bevor sich die Familie in Bielefeld niederließ. Mit zehn Jahren schloss er sich der Jugendabteilung von Arminia Bielefeld an. Im Jahre 1961 wurde er mit der A-Jugend westdeutscher Meister und rückte danach in die erste Mannschaft auf. Mit dieser wurde er ein Jahr später durch Finalsiege über den BV Brambauer Westfalenmeister und stieg in die II. Division West auf. Dort machte Naschke als Außenstürmer in der Saison 1962/63 elf Spiele und erzielte dabei zwei Tore. Am Saisonende qualifizierten sich die Bielefelder für die neu geschaffene Regionalliga West.
Im Sommer 1963 wechselte Naschke zum Lokalrivalen VfB 03 Bielefeld in die seinerzeit drittklassige Verbandsliga Westfalen. Am 14. Mai 1964 war Naschke auf dem Weg von Gütersloh nach Bielefeld in einen schweren Autounfall verwickelt, dass ihm das rechte Auge kostete. Trotz dieser Sichtbehinderung machte er weiter und wechselte 1966 zum Landesligisten DJK Gütersloh. Ein Jahr später kehrte er zum VfB 03 Bielefeld zurück, bevor er sich 1968 dem Verbandsligaaufsteiger SV Brackwede anschloss. Im Jahre 1972 kehrte Naschke erneut zum VfB 03 Bielefeld zurück und gewann mit seiner Mannschaft prompt die Westfalenmeisterschaft, scheiterte aber in der Aufstiegsrunde zur Regionalliga. Von 1974 bis 1977 ließ er seine Karriere als Spielertrainer beim Bezirksligisten TuS Quelle ausklingen.
Bernd Naschke war gelernter Kfz-Elektriker.